# 哈图布呼镇
哈图布呼镇，是中华人民共和国新疆维吾尔自治区塔城地区乌苏市下辖的一个乡镇级行政单位。

## 行政区划
哈图布呼镇下辖以下地区：
哈图布呼村、托斯图村、乌苏查次村、布苏勒得克布拉格村、梧桐村、赛克腾呼苏木村、浩特浩尔村、喇嘛查次村、水磨沟村、哈尔布拉格村、布尔曾村、特格里克布拉格村、喇嘛布楞村、草原新村和乔龙布拉格村。